# Lauroia
Lauroia ist eine Gattung der Spulwürmer mit vier Arten. Sie ist die einzige Gattung in der Unterfamilie Lauroiinae.

## Merkmale
Merkmale der Unterfamilie sind, dass die drei Lippen verbindenden Seitenlappen sind einfach aufgebaut, die Kutikula am Vorderende zu einer Kopfkappe verdickt ist und Seitenstränge im Bereich des Kopfes (‚cordons‘) fehlen. Die Gattung ist dadurch gekennzeichnet, dass die drei „Platten“ der Kopfkappe durch kleine hintere Einschnitte abgegrenzt sind, das Hinterende der Männchen einfach aufgebaut ist und relativ wenige Papillen trägt und der Genitalsaugnapf reduziert ist.

## Systematik
Nach Hodda (2022) enthält die Unterfamilie auch die Gattung Paraspidodera, umfangreiche Untersuchungen zeigten jedoch, dass diese eher zu den Aspidoderinae gehören. Lauroia wird in die Tribus Lauroiini und hier in die einzige Subtribus Lauroiinii eingeordnet.  Das Interim Register of Marine and Nonmarine Species (IRMNG) listet folgende vier Arten:
- Lauroia bolivari Jimenez-Ruiz & Gardner, 2003
- Lauroia heterospiculata Gomes & Pereira, 1970
- Lauroia intermedia Caballero, 1955
- Lauroia travassosi Proenca, 1938